# Juan Mora Cid

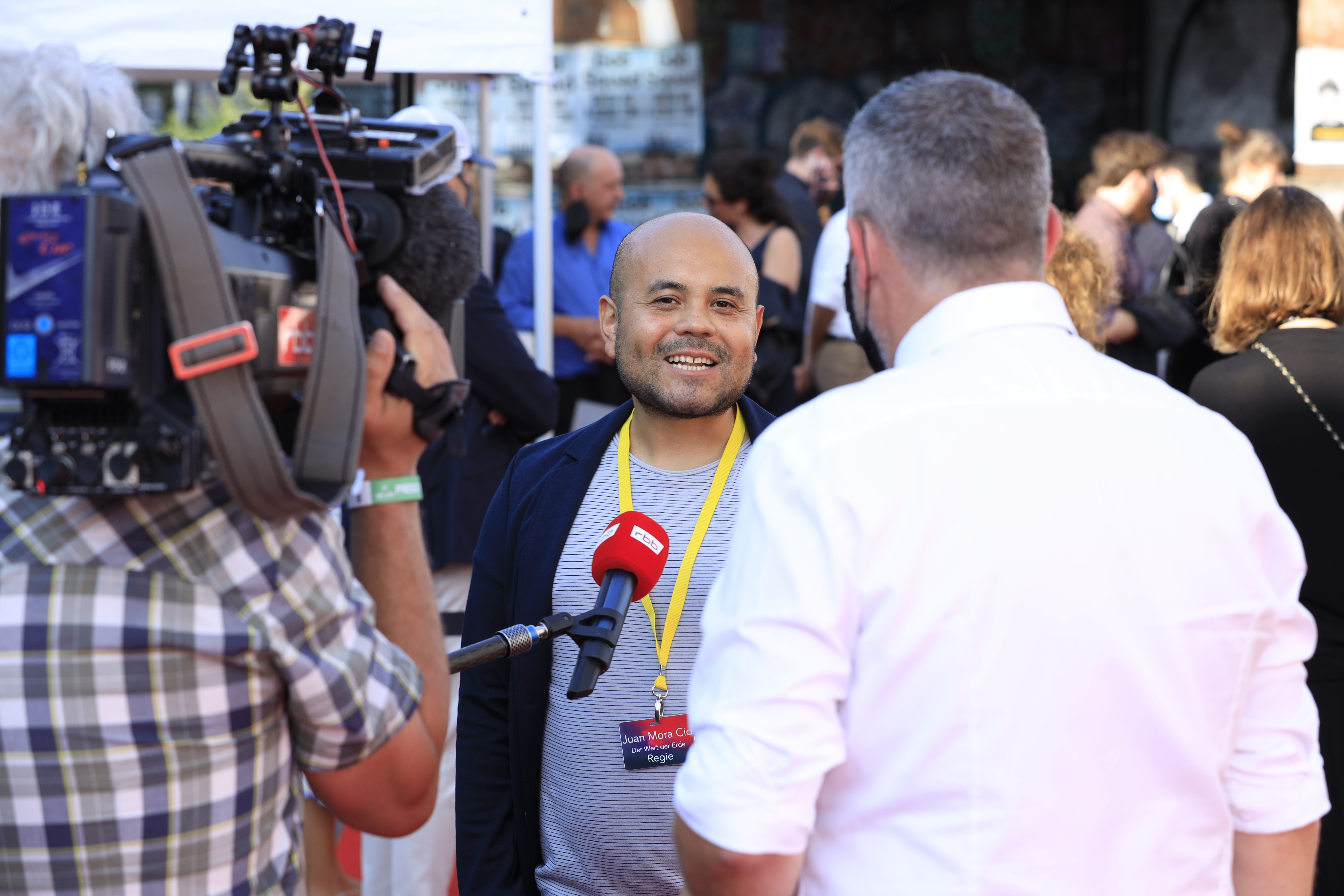
First Step Award, Berlin Germany

Juan Mora Cid (* 1983 in Concepción) ist ein chilenischer Filmregisseur und Drehbuchautor.

## Leben
Juan Mora Cid übersiedelte von seiner Heimat Chile nach Deutschland. Dort begann er ein Studium der Visuellen Kommunikation an der Kunsthochschule Kassel, das er mit dem Magister abschloss. Auch absolvierte er an derselben Hochschule einen Master-Studiengang in Filmregie.
Mora Cid schrieb Drehbücher und führte Regie bei mehreren Kurzfilmen. Auch übernahm er eine Schauspielrolle in Habib Aria Azizis Kurzfilm Schatten über uns (2014). In der fünfminütigen Produktion, die ebenfalls an der Kunsthochschule Kassen entstand, schlüpfte er unter dem Namen Juan Mora in die Rolle eines muslimischen Mannes, der in einer regnerischen, kalten Nacht an einer Bushaltestelle auf eine junge deutsche Frau (dargestellt von Alexandra Petkau) trifft.
Den Durchbruch als Filmemacher ebnete ihm sein Spielfilmdebüt Dominio Vigente – Der Wert der Erde (2020), das sich mit dem Konflikt des indigenen Volkes der Mapuche in seiner Heimat Chile auseinandersetzt. Die chilenische Produktion, gleichzeitig Mora Cids Abschlussfilm an der Hochschule, wurde von HessenFilm und Medien gefördert und brachte ihm 2020 eine Nominierung für den deutschen Nachwuchspreis First Steps in der Kategorie Bester abendfüllender Spielfilm ein. 2021 wurde Dominio Vigente in den Spielfilm-Wettbewerb des 42. Filmfestivals Max Ophüls Preis eingeladen, das aufgrund der COVID-19-Pandemie komplett als Online-Edition organisiert wurde.

## Filmografie (Auswahl)
- 2008: Gotas de arena (Kurzfilm)
- 2010: Der Faulpelz (Kurzfilm)
- 2012: Racula (Kurzfilm)
- 2013: Meine Heimat (Kurzfilm)
- 2014: Sweet Home (Kurzfilm)
- 2017: Unterwelt (Kurzfilm)
- 2020: Dominio Vigente – Der Wert der Erde (Dominio Vigente)